# Synodus orientalis
Espèce
Statut de conservation UICN

 DD 16 août 2019 : Données insuffisantes
Synodus orientalis est une espèce de poissons de la famille des Synodontidae.

## Systématique
L'espèce Synodus orientalis a été décrite pour la première fois en 2008 par John Randall et Richard Pyle (d).

## Distribution
Cette espèce se croise dans l'océan Pacifique, plus particulièrement au large des côtes de Taïwan et de l'archipel Ogasawara à des profondeurs variant entre 80 et 140 m.

## Description
Synodus orientalis peut mesurer jusqu'à 23,4 cm.
Synodus oculeus chasse en enfouissant son corps dans les sédiments et en capturant les proies qui passent à proximité.

## Étymologie
Son épithète spécifique, orientalis, « d'orient » fait référence à la provenance de l'espèce, au large du Japon et de Taïwan.

## Publication originale
- (en) John E. Randall et Richard L. Pyle, « Synodus orientalis, a New Lizardfish (Aulopiformes: Synodontidae) from Taiwan and Japan, with Correction of the Asian Records of S. lobeli », Zoological Studies, vol. 47, no 5,‎ 1er septembre 2008, p. 657-662 (ISSN 1021-5506 et 1810-522X, lire en ligne).